# リゾコーポレーション
株式会社リゾコーポレーションは、日本の芸能プロダクション。代表者は小杉正宏。有限会社ノックスと業務提携を結んでいる。

## 所属タレント

### 男優
- 正城慎太郎

### 女優
- 土田早苗（業務提携）
- 山上優

### 文化人・映像監督
- 中野昌宏

## 過去に所属していたタレント
- ぼくもとさきこ
- 河榮俊